# Powiat obornicki
Powiat obornicki – powiat w Polsce (województwo wielkopolskie), utworzony w 1999 roku w ramach reformy administracyjnej. Jego siedzibą jest miasto Oborniki.
W skład powiatu wchodzą:
- gminy miejsko-wiejskie: Oborniki, Rogoźno
- gminy wiejskie: Ryczywół
- miasta: Oborniki, Rogoźno

Według danych z 31 grudnia 2019 roku powiat zamieszkiwało 59 825 osób. Natomiast według danych z 30 czerwca 2020 roku powiat zamieszkiwało 59 826 osób.

## Demografia

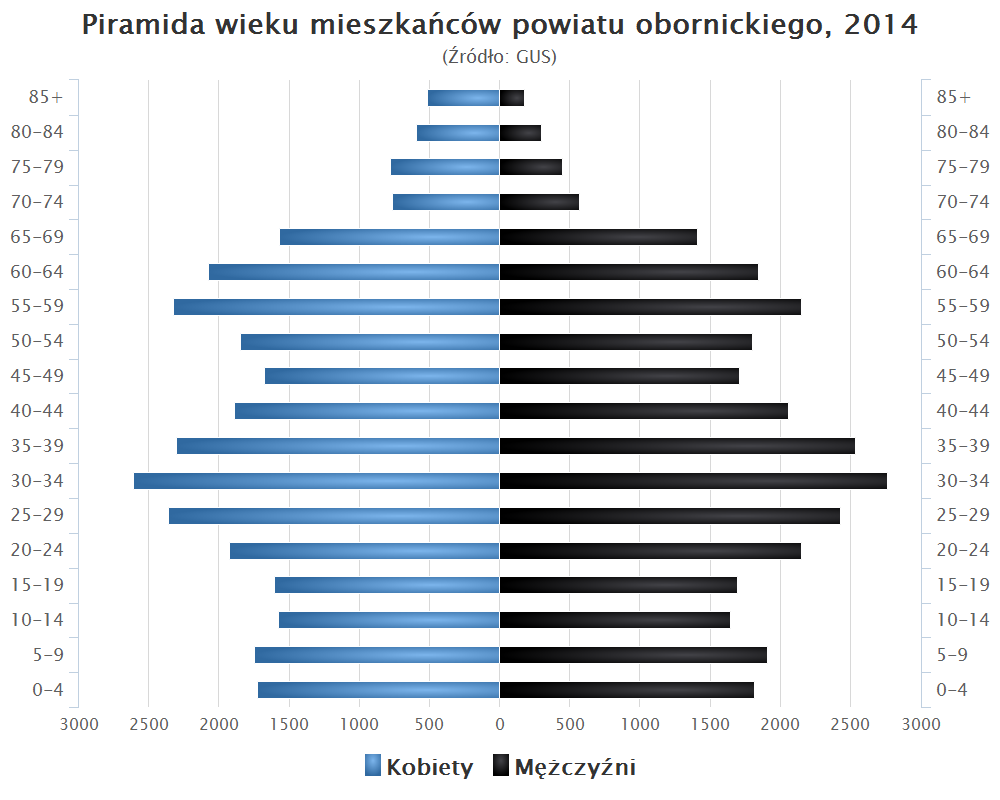
Piramida wieku mieszkańców powiatu obornickiego w 2014 roku

Liczba ludności (dane z 30 czerwca 2005):
|        | Ogółem | Ogółem | Kobiety | Kobiety | Mężczyźni | Mężczyźni |
| osób   | %      | osób   | %       | osób    | %         |           |
| ------ | ------ | ------ | ------- | ------- | --------- | --------- |
| Ogółem | 55 793 | 100    | 28 268  | 50,67   | 27 525    | 49,33     |
| Miasto | 28 747 | 51,52  | 14 832  | 26,58   | 13 915    | 24,94     |
| Wieś   | 27 046 | 48,48  | 13 436  | 24,08   | 13 610    | 24,39     |

▶Wieś vs ▶miasto
Ogółem (▶k, ▶m)
Miasto (▶k, ▶m)
Wieś (▶k, ▶m)

## Gospodarka
W końcu września 2019 liczba zarejestrowanych bezrobotnych w powiecie obornickim obejmowała ok. 0,6 tys. mieszkańców, co stanowi stopę bezrobocia na poziomie 2,6% do aktywnych zawodowo.

## Sąsiednie powiaty
- czarnkowsko-trzcianecki
- chodzieski
- wągrowiecki
- poznański
- szamotulski